# Budapest Bike Maffia
A Budapest Bike Maffia (BBM) Magyarország egyik civil szervezete, melyet fiatal kerékpárosok hívtak életre 2011 karácsonyán. A szerveződés olyan civilekből áll, akik innovatív módon végeznek közvetlen segítő munkát az arra rászorulóknak.
Az alaptevékenysége az adománygyűjtés, majd ezeknek az adományoknak kerékpárral való kiszállítása rászorulók részére. A megvalósítást az újszerűség jellemzi, a szociális munka elemeit ötvözi az önkéntességgel, adományozással, kerékpározással.

## Tevékenység
- Piaci adománygyűjtés

Minden vasárnap jelen vannak önkéntesei a Szimpla Kert őstermelői piacán (Budapest, VII. kerület, Kazinczy u. 14.), ahol az az adományozó vásárlók egy vászontáskát kapnak tőlük, melyet a piacon beszerezhető árukkal tölthetnek meg. Az adományokat rászoruló nagycsaládosoknak szállítják ki.
- “Közös Lábos” főzések

Rendszeres időközönként, szintén a Szimpla Kertben, a Közös Lábos közösségi főzés keretén belül önkéntesei készítik el a napi menüt, melyet a piacra látogatók megvásárolhatnak. A befolyt összeget a BBM élelmiszerekre fordítja és azokat kerékpárral osztja szét a rászorulók között.
- Közösségi főzések

Havi több alkalommal szervez egyedi közösségi főzéseket, esetenként más civil szervezetek bevonásával. Itt az önkéntesei adomány alapanyagokból meleg ételt készítenek, amelyet még frissen bedobozolnak, és hajléktalanoknak, családoknak szállítanak ki kerékpárral.
- Menhelyek és más intézmények támogatása

A szervezet folyamatosan követi a nehéz helyzetben lévő, de szakmailag fontos munkát végző szervezetek munkáját, amelyhez lehetőség szerint igyekszik támogatást nyújtani. Például rendszeresen szervez biciklis túrákat a szentendrei Árvácska állatmenhelyre, akiket többek között állateledellel, kutyasétáltatással segít, vagy például több alkalommal gyűjtött és szállított adományokat a Wesley János óvodába.
- Egyéb akciók

A BBM egy-egy aktuális problémára vagy krízishelyzetre reagálva, számos egyedi akciót is szervez. Ezek erőssége, hogy – köszönhetően kiterjedt kapcsolati hálójának – nagy létszámú önkéntest azonnal mozgósíthat akár figyelemfelhívásra, akár segítségnyújtásra. Ide soroljuk többek között a “Megyünk mint a birkák” akcióját, vagy részvételét a 2013-as tavaszi árvízi mentésben.
- Családok támogatása

A Budapest Bike Maffia egyszerre négy állandó családot támogat akcióival. Azért döntött emellett, mert tapasztalatai alapján a beérkező adomány mennyisége így jelent valódi segítséget: a főként élelmiszer adományokat így tudja a szervezet a leghatékonyabban elosztani, tényleges segítségként eljuttatni a nehéz helyzetben lévő családokhoz. Természetesen minden családot átlátható módon és körültekintően igyekszik kiválasztani, az alábbi feltételek alapján:
- Budapest belső kerületekben éljen (V, VI, VII, VIII), mivel a gyűjtés és a kerékpáros kiszállítás is itt zajlik;
- legyen kapcsolata a családsegítőjével, családgondozójával, visszajelzéseket kaphasson róluk;
- a kiválasztáshoz szükséges a családsegítő ajánlása;
- a család vállalja a külső megjelenéseket, pl. szerepeljen a fotón, mellyel igazoljuk, hogy átadtuk az adományokat;
- a család vállalja a folyamatos együttműködést a BBM-mel.

Alkalmanként, egyedi akcióktól és a beérkezett adomány mennyiségétől függően plusz 4 családot tud még támogatni, akik szintén a fenti feltétel rendszer mellett kerülnek be a támogatotti körünkbe. A BBM a családok helyzetét folyamatosan követi, és addig igyekszik támogatni őket, amíg helyzetük stabilizálódik. A családok kiválasztásáról és támogatásáról további információt a bbm@bbm.hu e-mail címen lehet kérni.